# 4798 Mercator
För andra betydelser, se Mercator.
4798 Mercator eller 1989 SU1 är en asteroid i huvudbältet som upptäcktes den 26 september 1989 av den belgiske astronomen Eric W. Elst vid La Silla-observatoriet. Den är uppkallad efter den nederländske kartografen Gerardus Mercator.
Asteroiden har en diameter på ungefär 5 kilometer.